# Saint-Julien-le-Faucon
Saint-Julien-le-Faucon är en kommun i departementet Calvados i regionen Normandie i norra Frankrike. Kommunen ligger i kantonen Mézidon-Canon som ligger i arrondissementet Lisieux. År 2018 hade Saint-Julien-le-Faucon 685 invånare.

## Befolkningsutveckling
Antalet invånare i kommunen Saint-Julien-le-Faucon
Referens:INSEE